# Яблуновський
Яблуно́вський — слов'янське прізвище. Жіноча форма — Яблуновська.

## Відомі носії
- Яблуновський Анатолій Володимирович (* 1949) — радянський трековий велогонщик, призер чемпіонатів світу, неодноразовий чемпіон СРСР, майстер спорту міжнародного класу, заслужений тренер України, суддя національної категорії, президент Одеської обласної федерації велоспорту.
- Яблуновський Петро Антонович (1910—1984) — український живописець.
- Яблуновський Сергій Михайлович (1979—2016) — сержант Збройних сил України, учасник російсько-української війни.